# الاخدر
ال اخدر یک منطقهٔ مسکونی در عمان است که در استان ظاهره واقع شده‌است.